# Phrenologie

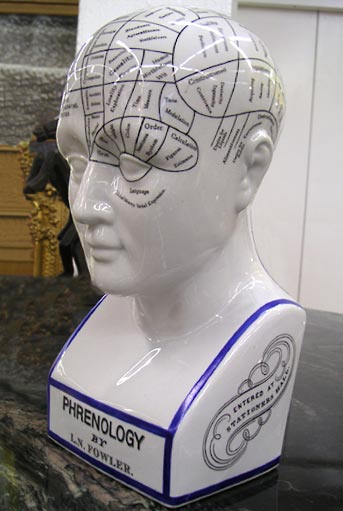
Phrenologie-Darstellung

Die Phrenologie (von altgriechisch φρήν phrēn „Geist, Gemüt, Zwerchfell, Körpermitte, Seele“ und -logie) ist eine zu Beginn des 19. Jahrhunderts aus der von dem Arzt und Anatomen Franz Joseph Gall formulierten Lokalisationslehre oder „Schädellehre“ entwickelte topologisch ausgerichtete Lehre, die versuchte, geistige Eigenschaften und Zustände bestimmten, klar abgegrenzten Hirnarealen zuzuordnen. Dabei wurde ein Zusammenhang zwischen Schädel- und Gehirnform einerseits und Charakter und Geistesgaben andererseits unterstellt. Die Benennung als Phrenologie erfolgte ab 1815 auf Vorschlag des englischen Naturforschers Thomas Forster.
Die Phrenologie (als „Seelenlehre“) ist zu unterscheiden von der von ihr und ihrem Pionier Gall beeinflussten Kraniologie („Schädelkunde“) bzw. von der Kraniometrie („Lehre von der Schädelvermessung“) als Werkzeug der Rassenkunde. Diese Lehre wurde vor allem Anfang des 20. Jahrhunderts, besonders im Zusammenhang mit rassistischen Theorien, populär. Kraniometrische Vermessungen waren in der Anthropologie und Ethnologie noch weit verbreitet, heutzutage finden sie außer bei der Vermessung von tierischen Schädelknochen noch Anwendung in der Archäologie, um Erkenntnisse über die Evolution der menschlichen Spezies zu gewinnen.

## Grundannahmen

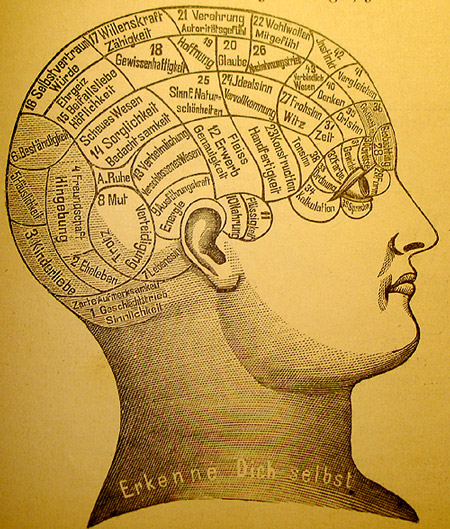
Darstellung der Charakteranlagen und Fähigkeiten

Nach Galls Vorstellung war das Gehirn der eigentliche Sitz aller geistigen Tätigkeit des Menschen. Der Charakter und das Gemüt und letztlich auch die Intelligenz ergaben sich für ihn aus dem Zusammenspiel der in verschiedenem Maße vorhandenen geistigen Anlagen. Diese waren für ihn an eine Anzahl von „Organen“, d. h. materiell vorhandene Teile des Gehirns gebunden, wobei jedes Organ Sitz einer charakteristischen Verstandesgabe oder eines Triebes war. Die Größe und Form der einzelnen Organe war demnach ein Maß für die Ausprägung der jeweiligen Charaktereigenschaft, die charakterliche Gesamtveranlagung einer Person war in den Proportionen der Organe zueinander vorbestimmt. Anhaltspunkte für die Ausprägung der Organe ließen sich (am lebenden Objekt) aus der äußeren Form des Schädels gewinnen. Gall selbst zeigte daneben auch Interesse an der Überschreibung der sterblichen Überreste auf geistigem Gebiet aktiver Zeitgenossen und versprach sich von der Untersuchung der Schädel von Haustieren (deren vormalige Eigenheiten ihm mitgeteilt werden sollten) neue Erkenntnisse.

## Verbreitung der Lehre

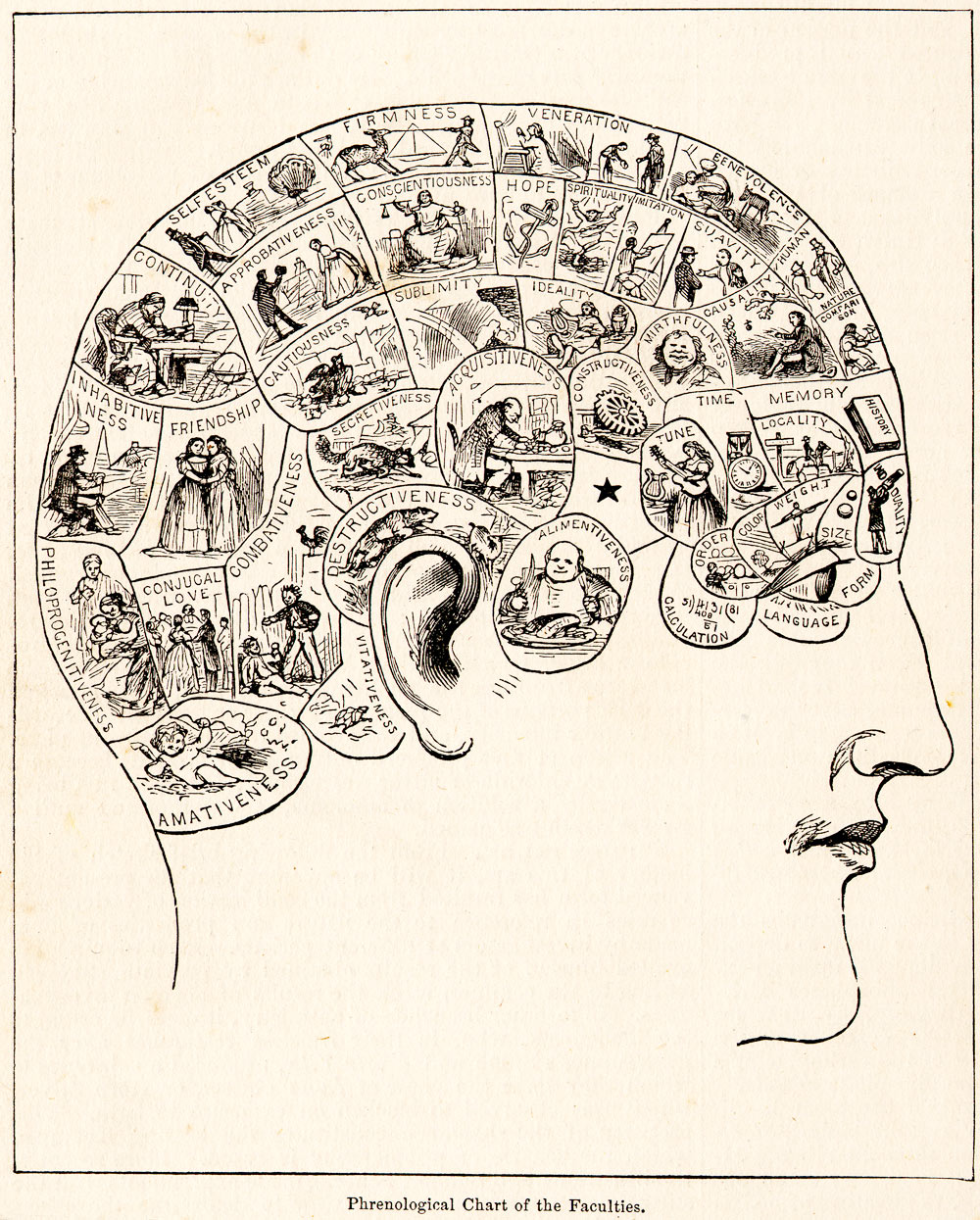
„Symbolischer Kopf“

Unternehmer und Direktor

In Galls Originalversion, gab es 27 verschiedene „Organe“, die sich nach außen als Felder (für das Auge sichtbare Ausdehnungen) darstellen. Galls Schüler Johann Spurzheim fügte dem Modell später eigene Erweiterungen hinzu und machte es auf mehreren Reisen unter anderem in Frankreich, Großbritannien und den USA bekannt. In diesen Ländern fand die Lehre schnell weitere Anhänger, die eigene Ausschmückungen vornahmen (insbesondere die Zahl der Organe wuchs im Lauf der Zeit beständig weiter).
1820 wurde in Schottland die Edinburgh Phrenological Society gegründet, die ab 1823 das Edinburgh phrenological journal herausgab. Zu den Gründern gehörten George Combe und sein jüngerer Bruder Andrew Combe, die zahlreiche Schriften zum Thema veröffentlichten. Zu den Vertretern der Theorie in den USA zählten Lorenzo Niles Fowler und Orson Squire Fowler, ersterer ging später nach England und gründete dort 1887 die British Phrenological Society, die bis 1967 bestand.
Ein praktizierender Phrenologe meinte damals, die Talente und Fähigkeiten eines Kindes bereits ab dem sechsten Lebensjahr bestimmen zu können. Oft wurde die erstellte Diagnose für die Berufswahl verwendet. Die Fähigkeit des Phrenologen, aufgrund von „wissenschaftlich“ begründbaren Theorien das spätere Verhalten und damit quasi die Zukunft vorherzusagen, muss auf die Zeitgenossen eine nicht geringe Faszination ausgeübt haben. Natürlich stellte es ein geringes Problem für diese dar, eine ganze Summe von Beobachtungen zum Umfeld des Probanden in ihre Bewertungen einfließen zu lassen, ohne dass dadurch die Theorie in Frage gestellt wurde.
Schon der ältere der Combe-Brüder wandte die Theorie auch auf die Beurteilung von Straftätern und Insassen psychiatrischer Anstalten an und entwickelte Ideen zur Besserung des Loses der benachteiligten Schichten durch Erziehung und charakterliche Bildung.
Der Hauptverbreitungszeitraum der Lehre lag in den Jahren bis 1860; danach wurde sie zwar noch praktiziert, hatte sich aber als Forschungsobjekt überholt. Der wissenschaftliche Wert von Galls Theorie war aufgrund ihrer praktisch nicht vorhandenen empirischen Begründung von jeher umstritten. Ihrer Popularität tat dies jedoch keinen Abbruch, anthropologische und naturphilosophische Werke, in denen auf sie Bezug genommen wurde, zählten zu den meistgelesenen Schriften der damaligen Zeit.

## Spätere Entwicklung

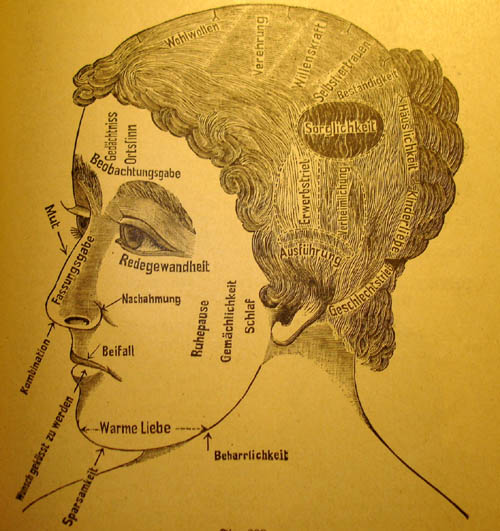
Die Directrice

Der französische Anthropologe Paul Broca und der deutsche Neurologe Carl Wernicke konnten im späteren 19. Jahrhundert Gehirnregionen identifizieren, die bei der Spracherzeugung und dem Sprachverständnis von großer Bedeutung sind. Damit war ein nicht unwesentlicher Teil von Galls Theorie (die funktionale Differenzierung des Gehirns) im Prinzip bestätigt und fand auf diese Weise Eingang in die modernen Neurowissenschaften. Tatsächlich befanden sich die Regionen des von Gall postulierten Sprachsinns sogar in der Nähe der heutigen experimentell bestätigten Brodmann-Areale. Dies dürfte aber auf Zufall zurückzuführen sein – die meisten von Gall vorgeschlagenen „Organe“ kommen jedenfalls als eigenständige Hirnregionen nicht in Frage.
Die Phrenologie fand Niederschlag in den Werken des italienischen Kriminologen Cesare Lombroso (1835–1909), in denen er kriminelle Neigungen auf erbliche Veranlagung zurückführte und Methoden zu ihrer Erkennung anhand von körperlichen „Defekten“ beschrieb. Der belgische Pädagoge Paul Bouts sah in der Phrenologie ein Mittel zur Verbesserung des Lernerfolgs, da sie ein Eingehen auf die besonderen charakterlichen Eigenschaften der Schüler ermöglichen sollte.